# Сороки (Тернопольская область)
Сороки (укр. Сороки) — село в Бучачской городской общине Чортковского района Тернопольской области Украини.
До 2020 года входило в Бучачский район.
Код КОАТУУ — 6121287001. Население по переписи 2001 года составляло 1248 человек.

## Географическое положение
Село Сороки находится в 1,5 км от правого берега реки Стрыпа,
выше по течению на расстоянии в 1,5 км расположено село Жизномир,
ниже по течению на расстоянии в 1 км расположено село Лещанцы.
По селу протекает пересыхающий ручей с запрудой.

## История
- 1457 год — первое упоминание о селе.

## Объекты социальной сферы
- Школа I—II ст.
- Клуб.
- Фельдшерско-акушерский пункт.